# Mohawks de Wahta
Les Mohawks de Wahta sont une Première Nation mohawk de l'Ontario, au Canada, établis sur le territoire de Wahta, une réserve située dans la municipalité de district de Muskoka près de Bala. Elle est délimitée à l'ouest par l'autoroute 400, une artère nord-sud majeure de la province. Environ un tiers des 831 citoyens mohawks de Wahta vivent dans la communauté de Wahta, le long de la route de district 38.
Le territoire est composé de forêts et de lacs du Bouclier canadien accidenté. Il est utilisé principalement pour la chasse et la pêche par les Mohawks de Kanesatake, Kahnewake et Akwesasne au Québec. C'était aussi sur ce site qu'était situé l'Iroquois Cranberry Growers. Aujourd'hui disparu, c'était la plus grande ferme de canneberges de l'Ontario. La ferme a été fermée en 2017 pour des raisons économiques.
Le territoire de Wahta a été créé en 1881 lorsque l'Ordre des Sulpiciens ait acheté des terres pour les Mohawks de la communauté de Kanesatake, au Québec, où il y avait eu des conflits politiques et religieux concernant les droits d'utilisation des terres. Environ un cinquième des Mohawks de cette communauté ont déménagé dans la nouvelle région.
En octobre 2023, en collaboration avec le conseil de district de Muskoka et la province, la route de district 38, qui n'était auparavant connue que par son numéro de route de district et n'avait aucun nom officiel en dehors de celui-ci, a reçu le nouveau nom Kanien'kehá:ka Iohatátie, signifiant « Route du peuple Mohawk » en langue mohawk.

## Démographie
En mars 2018, la population de la Première Nation est de 831 personnes, dont 156 vivent sur la réserve et 675 en dehors. La superficie de Wahta étant de 61,17 kilomètres carrés, la densité est de 2,55 personnes par kilomètre carré.

## LeWahta Gap

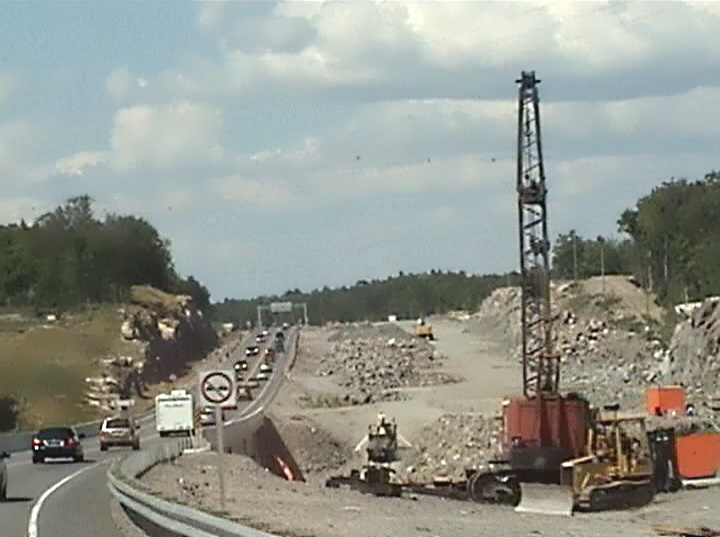
Doublement de l'autoroute 400 dans le Wahta Gap en 2007

Pendant plusieurs années, un différend sur les revendications territoriales des Mohawks avec le gouvernement provincial de l'Ontario empêche le parachèvement de l'autoroute 400 dans le secteur de Wahta. Par conséquent, de la fin des années 1990 au début des années 2000, une discontinuité s'étendant sur huit kilomètres appelée le Wahta Gap (« l'Écart de Wahta » ou la « Coupure de Wahta ») est présente dans les environs de Wahta sur l'itinéraire de l'autoroute 400. À cet endroit, l'autoroute est limitée à deux voies, même après que l'autoroute ait été prolongée au nord. Bien qu'un accord de principe ait été conclu entre le gouvernement provincial et le conseil de bande en 2001, la construction est encore retardée par l'incapacité d'atteindre le quorum lors d'un référendum de bande sur l'accord. Bien que deux votes distincts en 2002 aient été tous deux solidement en faveur de l’accord, ni l’un ni l’autre n’étaient légalement applicables car la participation électorale globale était à chaque fois inférieure au minimum requis de 198 électeurs.
En 2003, le gouvernement ontarien et la Première Nation mohawk concluent un accord autorisant la construction de l'autoroute traversant les terres de la réserve. Commencée en 2004, la construction s'achève en 2008[réf. nécessaire].